# Ana Mlakar
Ana Mlakar, slovenska radijska napovedovalka, * 7. junij 1922, Slovenska Bistrica, † 24. september 1997. 
Mlakarjeva se je po študiju na Akademiji za igralsko umetnost v Ljubljani (tehnika govora) posvetila zvočni strani slovenske besede, sicer pa je bila ena naših prvih radijskih napovedovalk. Izza mikrofona ljubljanskega radia se je prvikrat oglasila leta 1945. Pozneje je kot mentorica vzgojila rodove radijskih napovedovalk in napovedovalcev, hkrati pa je bila tudi višja strokovna sodelavka za odrski govor na ljubljanski akademiji za gledališče, radio, film in televizijo. Oblikovanje in utrjevanje zvočne podobe slovenske besede je Ana Mlakar razširila še na druge slovenske radijske postaje, tudi na tržaško, in pozneje še na  televizijo. Sodelovala pa je tudi z amaterskimi gledališkimi skupinami po Sloveniji in Zavodom republike Slovenije za šolstvo.
Po njej nosi priznanje za mlade napovedovalce, ki ga od leta 2005 podeljuje Društvo televizijskih in radijskih napovedovalcev v okviru podelitve kristalnega mikrofona. 